# Mawangdui
Mawangdui är en fornlämning i Kina. Den ligger i provinsen Hunan, i den södra delen av landet, nära eller i provinshuvudstaden Changsha.
Runt Mawangdui är det tätbefolkat, med 459 invånare per kvadratkilometer. Närmaste större samhälle är Changsha, 3,5 km sydväst om Mawangdui. Runt Mawangdui är det i huvudsak tätbebyggt.
Genomsnittlig årsnederbörd är 1 884 millimeter. Den regnigaste månaden är maj, med i genomsnitt 338 mm nederbörd, och den torraste är oktober, med 45 mm nederbörd.